# شركة هندسة السكك الحديدية الصينية
شركة هندسة السكك الحديدية الصينية ( CRECG ) هي شركة قابضة مملوكة للدولة في الصين، وتخضع لإشراف لجنة مراقبة وإدارة الأصول المملوكة للدولة التابعة لمجلس الدولة الصينية . الشركة هي المساهم الرئيسي في مجموعة سكك حديد الصين (CREC)، التابعة لها.

## المشاريع المنفذة
- قامت شركة كمبوديا الصينية لهندسة السكك الحديدية بالتعاون مع وزارة الأشغال العامة والنقل بكمبوديا ببناء سكة حديد سييم ريب - بنوم بنه - دون كايف - كامبوت عالية السرعة. [بحاجة لمصدر].[بحاجة لمصدر]
- قامت الشركة الأردنية الصينية لهندسة السكك الحديدية بالتعاون مع وزارة النقل الأردنية ببناء مترو عمان.[2]